# Stœchiophonie
La stœchiophonie ou langue simplifiée est une langue universelle proposée par Henri Joseph François Parrat dans un ouvrage paru pour la première fois en 1858 et suivi de deux autres éditions, dont une en allemand (traduit par Jakob Joseph Matthys), en 1861. Il s'agit d'une pasigraphie alphabétique.
Cette langue ne semble pas avoir eu beaucoup d'adeptes, sauf au sein de la Société jurassienne d'émulation dont Parrat était membre et où sa langue simplifiée a remporté un certain succès lors de sa parution. Bien qu'elle appartienne à ces multiples projets de langue parfaite recherchée par les fous du langage décrits par Marina Yaguello, Umberto Eco et André Blavier, aucun de ces trois auteurs ne le mentionnent. Le Dictionnaires des langues imaginaires ne fait que l'évoquer, citant rapidement Ernest K. Drezen. Le site de la Bibliothèque de l'Institut de France et celui de l'Université de Paderborn ne sont pas plus diserts. Il en est de même dans une chronique de Bertrand Galimard Flavigny sur Canal Académie.

## Extraits
Dans son « Avant propos à l'édition de 1858 », qui prend la forme d'un dialogue entre un philologue et l’auteur, Parrat présente ainsi son projet de langue simplifiée :
« Le philologue.  - Vous avez donc le courage après vingt autres qui ont échoué, de proposer une langue universelle, une nouvelle pasigraphie; vous ne craignez pas de faire rire une fois de plus les philologues à vos dépens?
« L'auteur. - Je n'empêche pas les philologues de rire; mais ce que j'aimerais mieux encore, ce serait de les engager à examiner ma Langue simplifiée; ils y trouveraient peut-être quelque chose de sérieux; dans tous les cas, cette lecture ne manquerait pas, à mon avis, d'offrir à leur réflexion des observations très-curieuses.
« Le philologue.  - Connaissez–vous la Pasitélégraphie par le comte Firmas-Périés (Stuttgart, G. Hasselbrink, 1811) ?
« L'auteur.  - Sans doute, je n'ai pas commencé mon essai sans voir au moins en partie ce que l'on pouvait avoir tenté jusqu'ici. J'ai trouvé dans l'Introduction tous les auteurs qui ont traité cette matière jusqu'en 1811; mais je ne suis pas plus satisfait de sa méthode, qu'il ne paraît l'avoir été lui-même de celles de ses devanciers, à l'exception de celle de M. Maimieux, qu'il préconise. 
« Le philologue.  - Que reprochez-vous donc à sa méthode ?
« L'auteur.  - Il serait trop long d'entrer dans les détails; mais on peut surtout lui reprocher le vague, l'arbitraire et la multiplicité de ses signes, ou caractères, qui, comme l'auteur le dit page 29, n'ont ni la forme, ni la destination, ni la valeur convenue, d'aucune lettre d'aucun alphabet.
« Le philologue.  -  Le reproche paraît assez fondé;  mais vous-même, vous devrez aussi vous servir de signes dans votre travail.
« L'auteur.  - Naturellement; mais les miens sont connus de tout le monde, ce sont les lettres latines.
« Le philologue.  - Des lettres ! C'est alors la Pasilalie d'Abel Bürja (Berlin, Duncker et Humblot, 1809) ?
« L'auteur.  - C'est tout autre chose. Une ou deux de mes lettres déterminent une idée parfaitement claire; c’est dans ma méthode une règle générale, qui n’admet rien de vague ni d’arbitraire, défauts qui sont encore le vice capital de la méthode de Bürja. Mes éléments sont de la plus grande simplicité et très-facile à retenir. Mais avant d’en parler plus en détail, je trouve à propos de rappeler un passage de Leibnitz qui se trouve dans l’Introduction de l’ouvrage du comte de Firmas-Périès, page 12 :
« Si j’avais été moins distrait (c’est Leibnitz qui parle), ou si j’étais plus jeune, ou  assisté de jeunes gens bien disposés, j’espérerais de donner une manière de spécieuse  générale, où toutes les vérités de raison seraient réduites à une façon de calcul, ce pourrait être, en même temps, une manière de langue ou d’écriture universelle, mais infiniment différente de toutes celles qu’on a projetées jusqu’ici; car les caractères et les  paroles même y dirigeraient la raison; et les erreurs, excepté celles de fait, ne seraient que des erreurs de calcul. Il serait très-difficile de former ou d’inventer cette langue ou  caractéristique ». Lettre à M. Rémond de Montmort. 	 
« Le philologue.  - Vous voyez donc que Leibnitz considère la chose comme très-difficile à réaliser.
« L'auteur.  - Difficile, oui; mais pas impossible. La base de mon système une fois trouvée, le reste n’a plus été qu’un jeu, où les erreurs ne sont pas des erreurs de calculs ; mais des erreurs de définition, et dans ma langue simplifiée, les caractères et les paroles même y dirigent la raison, comme le veut Leibnitz.
« Le philologue.  -  Si la chose est telle, le système ne paraît pas mal imaginé. Vous aurez sans doute fait des classes, des familles, des tribus, des genres, des espèces et des variétés de mots, comme il est de mode aujourd’hui d’en faire en philologie.
« L'auteur.  - J’ai toujours considéré cette méthode comme une philologie très-pittoresque, mais très-peu naturelle, et je suis d’avis que l’on ne parviendra jamais à rien de solide de cette manière. Ma méthode est fondée sur 250 éléments, qui représentent autant d’idées simples et c’est la combinaison de ces 250 éléments, deux à deux, etc., qui donne les idées complexes.
« Le philologue.  -   Je comprends ; vous avez trouvé ces éléments dans les différentes langues modernes, qui vous ont donné pour chaque idée le mot simple.
« L'auteur.  -  J’aurais pu, peut-être, opérer ainsi ; mais j’ai préféré les tirer de la langue sanscrite (à l’exception de quelques-uns dont l’origine est sémitique), la mère de toutes les langues, sans m’attacher cependant à donner à chacun de mes éléments la modulation propre à la langue de l’Inde, où toutes les euphonies de ses articulations, qui, comme l’on sait, sont loin de la simplifier (Voir mes Principes d’étymologie, p. 7). Chaque langue européenne ne comprend qu’un certain nombre d’éléments indiens, et ils ne sont pas les mêmes dans toutes les langues ; on trouve dans une de ces langues  des racines sanscrites, qui n’existent pas dans une autre, et leur nombre relatif dans chaque langue est très-variable. Il n’y aurait donc rien d’étonnant si on rencontrait dans ma Langue simplifiée plus ou moins de mots analogues aux mots grecs, latins, allemands, français, etc. Je ferai seulement remarquer qu’ils ne s’y trouvent qu’accidentellement. Les mots représentants les idées simples sont, comme je l’ai dit, tirés du sanscrit, et ceux représentant des idées complexes ne sont autre chose que des définitions exprimées au moyen des 250 éléments.
« Le philologue.  - Deux cent cinquante éléments, c’est beaucoup ; n’auriez vous pas pu en réduire encore le nombre ? » 
```
[à compléter]
```